# Karl Heinrich Georg Davin
Karl Heinrich Georg Davin (* 1. März 1823 in Meimbressen, Kreis Hofgeismar; † 28. August 1884 in Schlüchtern) war ein deutscher Organist, Seminarlehrer und Komponist der Romantik.

## Leben
Karl Heinrich Georg Davin wurde 1823 als Sohn eines Lehrers geboren, der einer Hugenotten-Familie entstammte, welche seit dem Ende des 17. Jahrhunderts in Nordhessen ansässig war.
Bei seinem Vater erhielt Davin seinen ersten Orgelunterricht und es wird berichtet, dass er bereits seit seinem zwölften Lebensjahr selbstständig Kantoren- und Organistendienste verrichtete.
1837 ging er nach Kassel zur weitergehenden musikalischen Ausbildung. Auch wenn nicht bekannt ist, wer dort sein Lehrer war, dürfte er dort mit Louis Spohr zusammengetroffen sein, der seit 1822 Kurfürstlicher Hofkapellmeister in Kassel war. Von 1840 bis 1844 besuchte er als Schüler von Wilhelm Valentin Volckmar das Lehrerseminar in Homberg.
Nach seinem Abschluss arbeitete er ab 1843 als Hilfslehrer und ab 1844 als Elementarlehrer an der Stadtschule in Grebenstein, wo er auch ab 1846 als Organist der dortigen Stadtkirche tätig war.
1851 wurde Davin zum Seminarlehrer am Königlichen Lehrerseminar Schlüchtern ernannt und gab dort Unterricht in Orgelspiel, Choral- und Chorgesang, Harmonielehre, Violinspiel, Zeichnen und Deutsch. Außerdem war er Leiter eines gemischten Gesangvereins und als Orgelrevisor tätig.
Davin veröffentlichte in Zusammenarbeit mit dem Erfurter Verleger Gotthilf Wilhelm Körner zahlreiche pädagogische Schriften und Kompositionen, die sich vor allem an die zahlreichen (evangelischen) Lehrer-Organisten auf dem Land richteten. Mehrere Orgelwerke Davins wurden auch in Sammelbänden abgedruckt.
August Scheide würdigt ihn in seinem 1923 erschienenen Werk Geschichte des Choralvorspiels als „fein empfindenden Tondichter“ mit „reicher Fantasie“ und „schönen Steigerungen“.
Walter Blankenburg nannte ihn 1974 ein Idealbild des „christlichen Volkserziehers, wie er im 19. Jahrhundert vor allem aus der Lehrerschaft in höchst achtbarer Ausprägung zahlreich hervorgegangen ist“.

## Werke
- 18 leichte Orgelstücke, ohne op.-Angabe. Selbstverlag.
- Fantasie f-moll für Orgel, op. 4. Körner-Verlag.
- Lob der Unmündigen – Sammlung mit ein- bis zweistimmigen Liedern für Kinder, ohne op.-Angabe. Körner-Verlag, 1856.
- Hilfsbuch für angehende Organisten, 2 Bände – Kurze Präludien in allen gebräuchlichen Dur- und Moll-Tonarten, op. 5. Körner-Verlag, 1858.
- Elementar-Musiklehre, vor 1859, mindestens bis 1877 (6. Auflage) erschienen, ohne op.-Angabe. Körner-Verlag.
- Vierzig Choralmelodien – einfache Choralbuchsätze mit kurzen Überleitungen zwischen den Strophen,  ohne op.-Angabe, vor 1859, Verlag von Johann André (Offenbach/Main).
- Geistlicher Männerchor – Sammlung von Bearbeitungen geistlicher Lieder, Motetten und Kantatensätzen, op. 6. Körner-Verlag, 1859.
- Taschen-Chorbuch für Männerchor, Körner-Verlag, op. 7
- Theoretisch-praktische Organisten-Schule – 2 Bände, op. 8. Körner-Verlag, 1860/1862.[2]
- Die Sprache der Deutschen – Lehrwerk, Körner-Verlag, 1864.
- 50 Choralvorspiele, op. 9, Verlag von Johann André (Offenbach/Main),
- Lieder mit Klavierbegleitung, op. 10 und 11.